# چرخند ۱۹۹۶ دریاچه هورون
چرخند ۱۹۹۶ دریاچه هورون (انگلیسی: 1996 Lake Huron cyclone) معمولاً به عنوان چرخند هورون یا توفند هورون شناخته می‌شود، یک سامانه توفان چرخندی بسیار نادر و قوی بود که در سپتامبر ۱۹۹۶ بر فراز دریاچه هورون ایجاد شد. این سامانه توفانی در اوج خود به یک چرخند جنب‌حاره‌ای شباهت داشت دارای برخی از ویژگی‌های یک چرخند حاره‌ای است. برای نخستین بار بود که چنین طوفانی بر فراز منطقه دریاچه‌های بزرگ ثبت شده است.